# Chotcza (gemeente)
De gemeente Chotcza is een landgemeente in het Poolse woiwodschap Mazovië, in powiat Lipski.
De zetel van de gemeente is in Chotcza (sinds 30 december 1999 Chotcza-Józefów genoemd).
Op 30 juni 2004 telde de gemeente 2629 inwoners.

## Oppervlakte gegevens
In 2002 bedroeg de totale oppervlakte van gemeente Chotcza 88,82 km², waarvan:
- agrarisch gebied: 73%
- bossen: 17%

De gemeente beslaat 11,88% van de totale oppervlakte van de powiat.

## Demografie
Stand op 30 juni 2004:
| Omschrijving                   | Totaal | Totaal | Vrouwen | Vrouwen | Mannen | Mannen |
| ------------------------------ | ------ | ------ | ------- | ------- | ------ | ------ |
| eenheid                        | aantal | %      | aantal  | %       | aantal | %      |
| inwoners                       | 2629   | 100    | 1313    | 49,9    | 1316   | 50,1   |
| bevolkingsdichtheid (inw./km²) | 29,6   | 29,6   | 14,8    | 14,8    | 14,8   | 14,8   |

In 2002 bedroeg het gemiddelde inkomen per inwoner 1300,64 zł.

## Administratieve plaatsen (sołectwo)
Baranów, Białobrzegi, Chotcza, Chotcza Dolna, Chotcza Górna, Gniazdków, Gustawów, Jarentowskie Pole, Karolów, Kijanka, Kolonia Wola Solecka, Niemieryczów, Siekierka Nowa, Siekierka Stara, Tymienica Nowa, Tymienica Stara, Zajączków.

## Aangrenzende gemeenten
Ciepielów, Lipsko, Łaziska, Przyłęk, Solec nad Wisłą, Wilków, Zwoleń